# 로버스트노랑박쥐
로버스트노랑박쥐(Scotophilus robustus)는 애기박쥐과에 속하는 박쥐의 일종이다. 마다가스카르섬에서만 발견된다.